# Carausius abbreviatus
Carausius abbreviatus är en insektsart som först beskrevs av Brunner von Wattenwyl 1907.  Carausius abbreviatus ingår i släktet Carausius och familjen Phasmatidae. Inga underarter finns listade.